# Aspres-lès-Corps
Aspres-lès-Corps là một xã của tỉnh Hautes-Alpes, thuộc vùng Provence-Alpes-Côte d’Azur, đông nam nước Pháp.